# Кородяну, Флорин
Флорин Кородяну (рум. Florin Corodeanu, родился 26 марта 1977 года в Пьятра-Нямце) — румынский регбист, выступавший на позиции фланкера.

## Биография
Большую часть карьеры провёл во Франции. Среди клубов, за которые он выступал, выделяются «Орийяк», «Гренобль» (10 игр в сезоне 2004/2005 чемпионата Франции Топ 16 и 7 игр в сезоне 2007/2008 в Про Д2) и «Сен-Марселен» (клуб из Федераль 3). За сборную Румынии дебютировал 1 июня 1997 года в игре против Франции; в 60 играх занёс 11 попыток и набрал 55 очков. Участник трёх Кубков мира (1999, 2003, 2007).